# La Virgen de la cesta (Correggio)
La Virgen de la cesta (Madonna della cesta) es una pintura de c. 1524
 de Antonio da Correggio que se exhibe en la National Gallery de Londres. Si bien se trata de una pintura manierista de la Virgen María y el Niño Jesús, Correggio incluyó toques naturalistas en su composición, como el costurero que da nombre al cuadro.

## Historia
Este pequeño cuadro, destinado a la devoción privada, fue mencionado con entusiasmo en Le Vite de Giorgio Vasari: "Hermoso de admirar, de la mano de Correggio, en el que Nuestra Señora coloca una camisa sobre el Niño Jesús".  Vasari menciona su procedencia como ingresada a Parma en la primera mitad del siglo XVI, traída por el caballero francés Chevalier de Bayard, cliente de Parmigianino y coleccionista de arte de la época.
Probablemente gracias a esta mención aprobatoria, la obra fue apreciada por el obispo Federico Borromeo, quien deseaba una copia para su colección de Milán y encargó la tarea a un iluminador, Gerolamo Marchesini.  Por razones similares, Diana Scultori en Roma alrededor de 1577 creó una copia en grabado que contribuyó a la difusión de la fama de la pintura. También desde Roma, Federico Barocci realizó una copia muy similar a la Madonna Albani. 

## Descripción y estilo

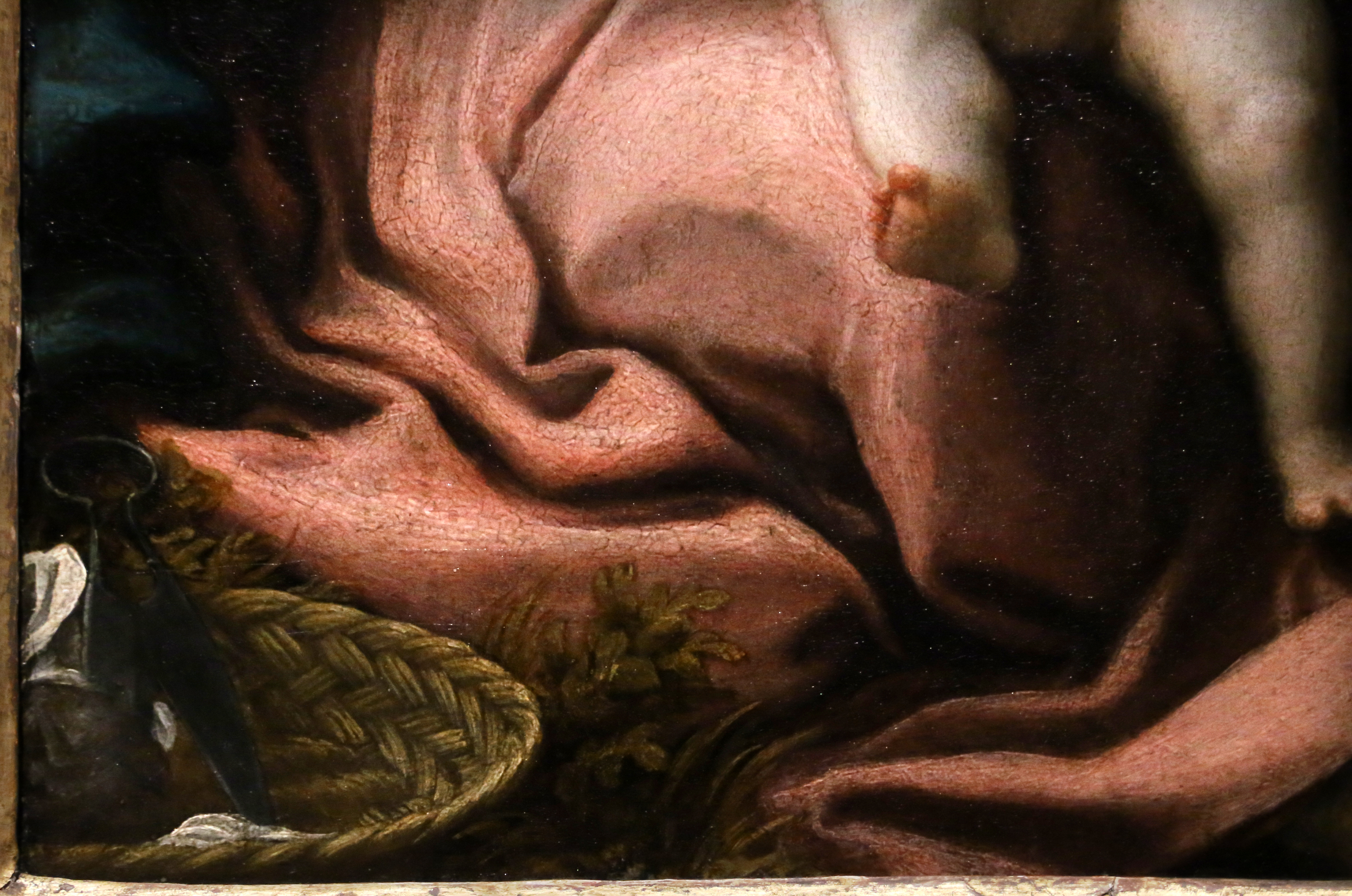
Detalle de cesta.

Correggio había estado intentando encontrar un estilo menos intelectual y artificial que el de los manieristas contemporáneos: quería hallar una manera de expresar el arte religioso con un naturalismo fresco y persuasivo. Representando a una María muy joven, casi adolescente, que acaba de dejar sus útiles de costura, Correggio sitúa una historia religiosa en el marco sencillo de la vida cotidiana.
El punto de apoyo del cuadro está representado en la relación afectuosa que une a María y el Niño; ella intenta vestirlo con la camisa azul que acaba de terminar de coser. El costurero con tijeras, claramente visible abajo, abre el cuadro a la izquierda y confiere a la obra simbólica un efecto realista. María evidentemente preparó para Jesús una doble vestidura, la camisa interior y la túnica externa, que podría simbolizar su doble naturaleza humana y divina. La postura de Jesús da una pista de su destino. Sus brazos están extendidos en cruz, mientras que su mano derecha da una bendición con tres dedos levantados, símbolo de la Trinidad.

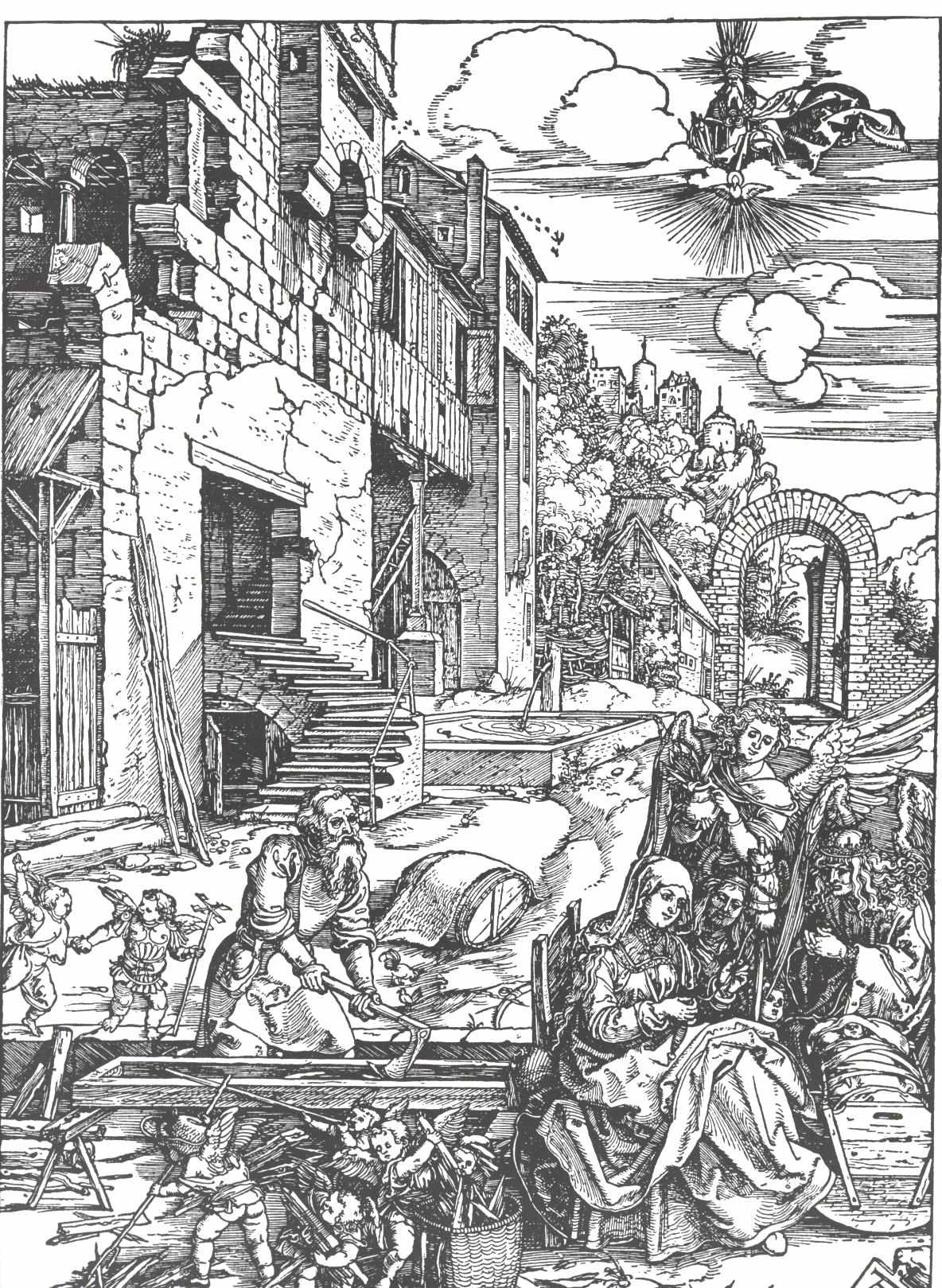
Grabado de Durero, El descanso durante la huida a Egipto.

El fondo, donde se vislumbra a San José trabajando, se puede comparar con obras del norte de Europa, en particular con un grabado de Durero que Correggio podría haber conocido, El descanso durante la huida a Egipto. 